# Acacia leptoneura
Acacia leptoneura é uma espécie de leguminosa do gênero Acacia, pertencente à família Fabaceae.